# Воронін Альберт Миколайович
Альбе́рт Микола́йович Воро́нін (* 1933) — український фахівець у галузі кібернетики, доктор технічних наук (1990), професор (2002).

## Життєпис
Народився 1933 року в місті Москальськ Калузької області. 1957 року закінчив Московський енергетичний інститут.
Протягом 1958—1970 років працював у Київському інституті автоматики, у 1970—1996 роках — в Інституті кібернетики НАН України. Від 1990 року — завідувач лабораторії нейробіоніки, з 1996-го — провідний науковий співробітник відділу системних досліджень Інституту космічних досліджень НАН України і НКАУ.
Наукові дослідження стосуються системного аналізу та теорії оптимальних рішень; розробляє методи багатокритерійної оптимізації систем керування.
Серед робіт:
- «Багатокритерійний синтез динамічних систем», 1992
- «Складні технічні та ергатичні системи: методи дослідження», 1997, співавтори — Зіатдінов Юрій Кашафович, В. В. Осташевський, А. В. Харченко
- «Основи управління муніципальним господарством», 1998, співавтори Лапін Андрій Олексійович, Широков Олександр Миколайович
- «Векторна оптимізація динамічних систем», 1999, співавтори Зіатдінов Ю. К., О. І. Козлов
- «Компроміс й консенсус в теорії векторної оптимізації», 2001
- «Системний аналіз та багатокритерійна оцінка космічних проектів експертними методиками», 2004
- «Синтез компромісно-оптимальних траєкторій мобільних об'єктів у конфліктному середовищі», 2015, співавтори, Зіатдінов Ю. К., Пермяков Олександр Юрійович, І. Д. Варламов.